# Puy de Surains
Le puy de Surains est un sommet des monts Dore dans le Massif central.

## Géographie

### Situation
Le puy de Surains est situé sur la commune de Chambon-sur-Lac, au nord-est du puy de l'Angle.

### Géologie
À la base orientale du sommet, plusieurs petits dômes de domite sont observés, leur hauteur variant entre 30 et 50 mètres.

## Protection environnementale
Le puy est inclus dans le site Natura 2000 « Monts Dore » et répertorié en ZNIEFF de type 2 « Monts Dore », ainsi que dans la ZNIEFF de type 1 « Puy de l'Aiguiller - Col de la Croix Saint-Robert ».